# Soloi (Cilicia)

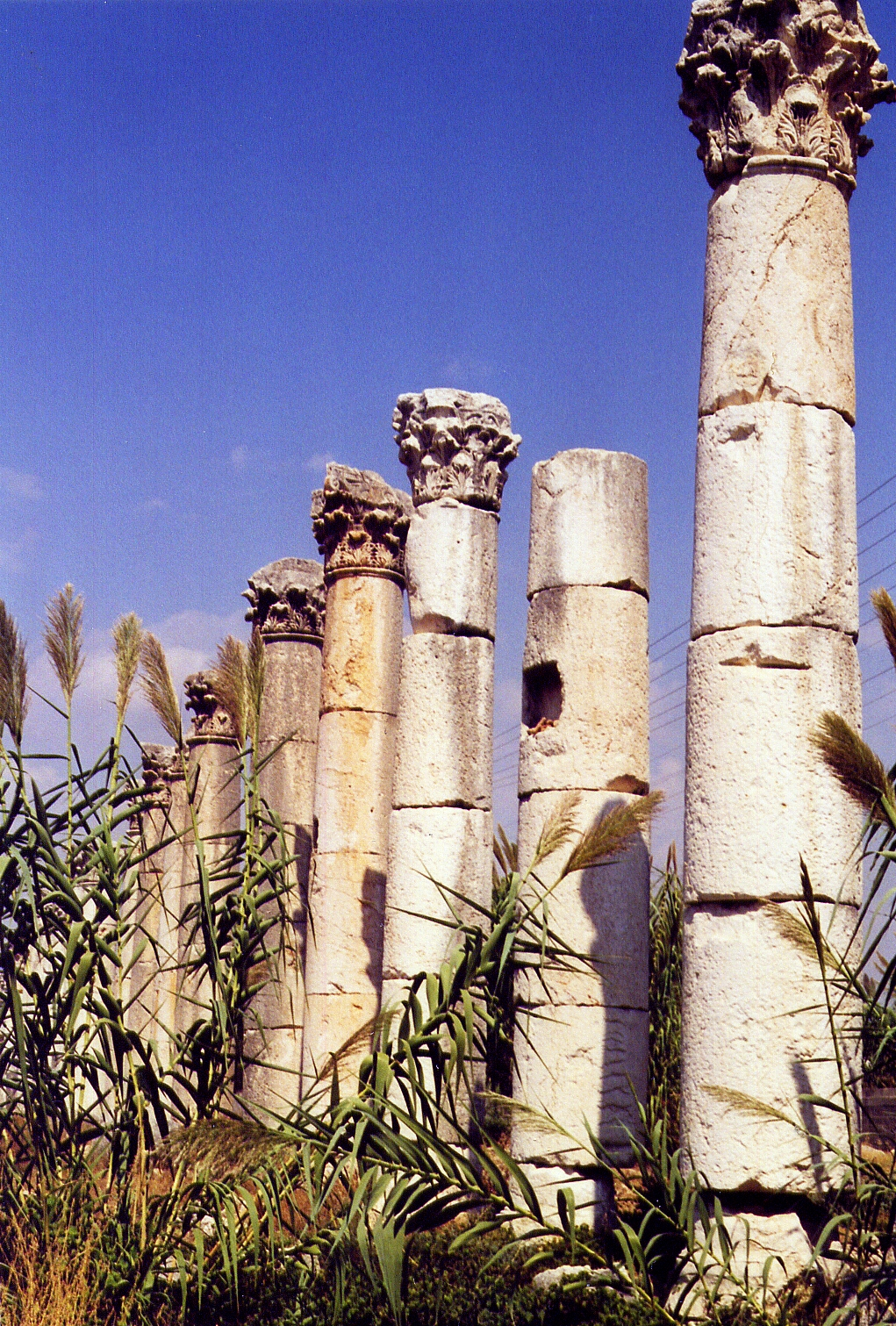
Colonnaderij in Soloi.

Soloi of Soli (Oudgrieks: Σόλοι, Sóloi) was een stad in Cilicia gelegen tussen de rivieren Lamos en Piramos en aan de oevers van de kleine rivier de Liparis.
Ze werd gesticht door kolonisten uit Argos en de stad Lindos op Rodos en wordt voor het eerst vermeld bij Xenophon als kuststad in Cilicia.
Alexander de Grote, die haar beschouwde als een rijke stad, legde haar een zware tribuut op (200 talenten) voor de trouw van haar inwoners aan de Perzische koningen in 333 v.Chr. Haar inwoners worden Soleis (Σολεῖς) genoemd waardoor men hen kan onderscheiden van die van Soloi op Cyprus die worden Solii (Σόλιοι) genoemd. Het Grieks dat men in Soloi sprak was erg vervormd, waardoor van haar naam het woord solecisme (σολοικισμός: grove taalfout) is afgeleid (anderen schrijven het echter toe aan Soloi op Cyprus).
Rond 78 of 77 v.Chr. werd ze aangevallen door Tigranes II van Armenië die de stad zou verwoesten en haar inwoners deporteren om al slaven te dienen in diens nieuwe hoofdstad Tigranocerta. Ze zou tot 67 v.Chr. praktisch verlaten zijn, totdat Gnaius Pompeius Magnus maior haar herstichtte als Pompeiopolis en bevolkte met ex-piraten.
Haar beroemdste inwoners waren de filosoof Chrysippus, de dichters Philemon en Aratus. Als een bisdom werd Pompeiopolis door Etheria bezocht, maar in de 7e eeuw werd ze door de Arabieren veroverd.

## Referentie
- M. Gough, art. SOLOI later POMPEIOPOLIS, Cilicia Campestris, Turkey, in R. Stillwell - e.a. (edd.), The Princeton Encyclopedia of Classical Sites, Princeton, 1976, p. 851.
- L. Schmitz, art. Soli, in W. Smith (ed.), Dictionary of Greek and Roman Geography, II, Londen, 1854, pp. 1019-1020.